# 黔东南小香鸡
黔东南小香鸡是中华人民共和国贵州省黔东南所产的一种鸡，主产于黔东南州从江、榕江和黎平县及邻近地区，以小、土、香著称，有遗传稳定、适应性和抗病力强、耐粗饲、能飞善跑等特点，其肉味香、肉质细嫩、营养丰富，有较高的保健、经济和食用价值。黔东南小香鸡已经被列入中华人民共和国国家畜禽品种资源保护目录和贵州省家禽基因库保护品种。2006年黔东南小香鸡被列入国家品种资源平台建设项目。
黔东南小香鸡所在产地贵州省月亮山区经济、文化、饲养技术落后，交通闭塞，耕作方式原始，粮食产量低。当地苗、侗、瑶、壮、布依等各少数民族经过长期自然选育，逐步形成了现在的鸡种。黔东南小香鸡拥有体型小、能走善飞、行动敏捷、觅食能力强、消耗饲料少、易饲养、生活力强、抗病力强、适应性广、肉质细嫩、肉味鲜香等特点。